# Seeweiher Mengerskirchen
Der Seeweiher liegt nördlich des Ortsteils Waldernbach der Gemeinde Mengerskirchen (Landkreis Limburg-Weilburg) im Westerwald (Hessen) und staut den Vöhlerbach, einen Nebenfluss des Lahn-Nebenflusses Kallenbach. Seine Wasserfläche ist 13 Hektar groß.
Der Seeweiher wurde im Jahr 1452 aufgestaut und ist damit einer der ältesten Stauseen in Hessen.

## Freizeitmöglichkeiten
Am westlichen Ufer des Badesees existiert ein Naturcampingplatz und seit 1978 eine Wochenendhaussiedlung mit 66 Häusern.